# Demansia torquata
Espèce
Synonymes
- Diemansia torquata Günther, 1862

Statut de conservation UICN

 LC  : Préoccupation mineure
Demansia torquata est une espèce de serpents de la famille des Elapidae, endémique d'Australie.

## Description
L'holotype de Demansia torquata, de sexe indéterminé, mesure 586 mm dont 143 mm pour la queue. Cette espèce a le dos brun et présente un collier crème bordé de sombre. Sa face ventrale varie du jaune au gris foncé.

## Étymologie
Son nom d'espèce, du latin torquatus, « qui a un collier », fait référence à la livrée.

## Habitat et répartition
Cette espèce est endémique du Queensland en Australie. On la trouve sur la côte et plusieurs iles, en bordure de forêts tropicales et parfois en zone urbaine.

## Publication originale
- Günther, 1862 : On new species of snakes in the collection of the British Museum. Annals and Magazine of Natural History, ser. 3, vol. 9, p. 124-132 (texte intégral).